# ADT Security Deutschland
ADT Security Deutschland GmbH war ein Tochterunternehmen der amerikanischen ADT Security Services mit Sitz in Ratingen. Es bot Ausrüstung und Dienstleistungen zur Gebäudesicherung an.

## Geschäftstätigkeit
Zur Produktpalette der führenden Marke Sensormatic gehörten Zugangskontrolle, RFID, Videoüberwachung, elektronische Artikelüberwachung und Quellensicherung.
Ein weiterer Zweig von ADT war die ADT Deutschland GmbH mit vier Niederlassungen in Berlin, München, Frankfurt und Hamburg. Weitere Standorte sind Karlsruhe, Bremen, Hannover und Erlangen. Von dort aus wurden unter anderem Einbruch- und Brandmeldeanlagen, Videoüberwachungs- und Zutrittskontrollsysteme für gewerbliche und private Objekte in Deutschland errichtet, erweitert und gewartet.
Die ADT Service-Center GmbH bildete den dritten zugehörigen Bereich mit einer VdS-zertifizierten Notruf- und Serviceleitstelle. Rund 100 Mitarbeiter betreuten von dort aus ca. 50.000 Kunden und bearbeiteten Einsätze. Zu den Dienstleistungen zählte die Überwachung von Alarmen aus Bewegungs- oder Glasbruchmeldern, von Schließkontakten oder Brandschutzsystemen sowie Aufzugsnotrufen.
ADT war in 38 Ländern tätig, unter anderem in Italien, China, den USA und Norwegen vertreten.

## Geschichte
Gegründet wurde American District Telegraph im Jahre 1874 in Baltimore (USA) als Briefdienst. Die erste Brandmeldeanlage wurde 1915 entwickelt. Die Entwicklung und Vermarktung von Einbruch-, Überfall- und Brandmeldeanlagen begann im Jahr 1938. Im Jahre 1997 wurde ADT von Tyco International übernommen und im Jahr 2012 wieder abgespalten. Seit 2003 werden auch auf GPS basierende Out of home-Sicherheitseinrichtungen entwickelt.
2016 wurde ADT von Apollo Global Management für 6,93 Milliarden US-Dollar übernommen.
Im Mai 2024 wurde bekannt, dass ADT Deutschland und Total Walther zur Johnson Controls Deutschland GmbH fusionieren.